# Ignatius Kutu Acheampong
Ignatius Kutu Acheampong (23 september 1931 – Accra, 16 juni 1979) was een Ghanees militair en staatshoofd van zijn land. Hij kwam in 1972 aan de macht via een militaire staatsgreep en werd in 1978 ook afgezet door een staatsgreep. Het jaar erop werd hij geëxecuteerd.
Terwijl premier Kofi Busia een buitenlandse reis maakte, leidde Acheampong op 13 januari 1972 een staatsgreep zonder bloedvergieten. Acheampong ontbond het parlement, schortte de grondwet op en liet de ministers en parlementsleden arresteren. Hij richtte een Nationale Verlossingsraad (National Redemption Council) op waarin leden van het leger, de geloofsgemeenschappen, de Kamer van Koophandel, advocaten, boeren, vakbondsleiders en stamhoofden zitting hadden. Op 14 juli 1972 zou een tegencoup zijn verijdeld en werden verschillende aanhangers van Busia gearresteerd en veroordeeld.